# Marcelino Vieira
Marcelino Vieira est une municipalité brésilienne située dans l'État du Rio Grande do Norte.